# Ranops caprivi
Espèce
Ranops caprivi est une espèce d'araignées aranéomorphes de la famille des Zodariidae.

## Distribution
Cette espèce se rencontre  en Namibie et au Zimbabwe.

## Description
Le mâle holotype mesure 2,91 mm et la femelle paratype 2,79 mm, les femelles mesurent de 4,67 à 6,24 mm.

## Étymologie
Son nom d'espèce lui a été donné en référence au lieu de sa découverte, la bande de Caprivi.

## Publication originale
- Jocqué, 1991 : A generic revision of the spider family Zodariidae (Araneae). Bulletin of the American Museum of Natural History, no 201, p. 1-160 (texte intégral).